# Richard Burns
Richard Alexander Burns (Reading, 17 gennaio 1971 – Westminster, 25 novembre 2005) è stato un pilota di rally britannico.
Fu campione del mondo WRC nel 2001 su Subaru Impreza, disputando in totale 104 gare con 10 vittorie.

## Carriera
Le sue prime esperienze di guida iniziarono a otto anni con una vecchia Triumph 2000. All'età di undici anni si iscrisse all'"Under 17 Car Club", e divenne guidatore dell'anno nel 1984. Ma la svolta vera e propria avvenne due anni dopo, quando suo padre lo iscrisse alla scuola di rally "Jan Churchill's Welsh Forest", dove Richard ebbe occasione di guidare una Ford Escort per un giorno intero, capendo che quello sarebbe stato il suo futuro.
Nel 1990 la prima apparizione nel mondiale rally nella gara di casa, con una Peugeot 205 GTI con la quale, lo stesso anno, prese parte al Peugeot Challenge. Nel 1991 iniziò la collaborazione con Robert Reid, colui che divenne il suo copilota fino alla sua ultima gara. Nel 1993 entrò a far parte del Subaru Rally Team nel campionato nazionale britannico, compagno di squadra di Alister McRae (fratello del più noto Colin). Vinse quattro gare e il titolo, diventando il più giovane campione nazionale inglese.
Nel 1996 è su Mitsubishi Carisma GT assistita dalla Ralliart, con la quale dà del filo da torcere ai piloti ufficiali Subaru Kenneth Eriksson e Piero Liatti durante il Rally di Nuova Zelanda, prova valida per il campionato Rally Asia-Pacifico (al quale Richard partecipa) e anche per il mondiale. L'ottima prova fatta sarà il suo biglietto da visita per l'ingresso in pianta stabile nel mondiale. Nel 1998 la prima vittoria a livello mondiale, al Safari Rally, sempre su Carisma GT, bissata a fine stagione dalla vittoria al Rally di Gran Bretagna.
Nel 1999 è impegnato a tempo pieno con Subaru nel mondiale, confrontandosi con piloti esperti quali Juha Kankkunen e il futuro compagno di squadra Marcus Grönholm. Con la Subaru raggiunge l'apice della sua carriera ottenendo in tre anni otto vittorie in rally iridati. In tre stagioni conclude per due volte al secondo posto della classifica mondiale piloti (1999 e 2000), e nel 2001, nonostante un'unica vittoria in Nuova Zelanda, vince il titolo mondiale grazie a una serie di buoni piazzamenti ottenuti durante tutta la stagione.
Nel 2002 viene ingaggiato dalla Peugeot dove però subisce molto la concorrenza interna dei compagni di squadra Grönholm sui tracciati sterrati e Gilles Panizzi sull'asfalto. Conclude il mondiale al quinto posto e con cinque podi contribuisce alla vittoria della squadra francese nel campionato marche. L'anno seguente si arrivò in Gran Bretagna, ultimo appuntamento della stagione, con Burns che aveva guidato il mondiale per buona parte della stagione ed era ancora in corsa per la conquista del titolo. Alla vigilia dell'evento rimase vittima di una sorta di "blackout" mentre si trovava al volante della sua vettura: fu escluso dalla gara in attesa di accertamenti medici che diagnosticarono la presenza di un astrocitoma, un tumore al cervello.
Morì il 25 novembre 2005 in conseguenza del tumore, nel quarto anniversario del suo titolo mondiale.

## Risultati

### WRC

#### Vittorie nel Campionato del mondo rally
| #  | Gara                                  | Stagione | Co-pilota   | Vettura                     |
| -- | ------------------------------------- | -------- | ----------- | --------------------------- |
| 1  | 46th Safari Rally Kenya               | 1998     | Robert Reid | Mitsubishi Carisma GT Evo 4 |
| 2  | 54th Network Q Rally of Great Britain | 1998     | Robert Reid | Mitsubishi Carisma GT Evo 4 |
| 3  | 46th Acropolis Rally of Greece        | 1999     | Robert Reid | Subaru Impreza WRC 22B      |
| 4  | 12th Telstra Rally Australia          | 1999     | Robert Reid | Subaru Impreza WRC 22B      |
| 5  | 55th Network Q Rally of Great Britain | 1999     | Robert Reid | Subaru Impreza WRC 22B      |
| 6  | 48th Sameer Safari Rally Kenya        | 2000     | Robert Reid | Subaru Impreza WRC 22B      |
| 7  | 33º TAP Rallye de Portugal            | 2000     | Robert Reid | Subaru Impreza WRC 22B      |
| 8  | 20º Rally Argentina                   | 2000     | Robert Reid | Subaru Impreza WRC 22B      |
| 9  | 56th Network Q Rally of Great Britain | 2000     | Robert Reid | Subaru Impreza WRC 22B      |
| 10 | 31st Propecia Rally New Zealand       | 2001     | Robert Reid | Subaru Impreza 44S          |

#### Risultati nel mondiale rally
| 1990 | Scuderia             | Vettura         |  |  |  |  |  |  |  |  |  |  |  |    |  |  | Punti | Pos. |
| ---- | -------------------- | --------------- |  |  |  |  |  |  |  |  |  |  |  | -- |  |  | ----- | ---- |
| 1990 | Peugeot Talbot Sport | Peugeot 309 GTI |  |  |  |  |  |  |  |  |  |  |  | 28 |  |  | 0     |      |

| 1991 | Scuderia             | Vettura         |  |  |  |  |  |  |  |  |  |  |  |  |  |    | Punti | Pos. |
| ---- | -------------------- | --------------- |  |  |  |  |  |  |  |  |  |  |  |  |  | -- | ----- | ---- |
| 1991 | Peugeot Talbot Sport | Peugeot 309 GTI |  |  |  |  |  |  |  |  |  |  |  |  |  | 16 | 0     |      |

| 1992 | Scuderia | Vettura         |  |  |  |  |  |  |  |  |  |  |  |  |  |     | Punti | Pos. |
| ---- | -------- | --------------- |  |  |  |  |  |  |  |  |  |  |  |  |  | --- | ----- | ---- |
| 1992 |          | Peugeot 309 GTI |  |  |  |  |  |  |  |  |  |  |  |  |  | Rit | 0     |      |

| 1993 | Scuderia                | Vettura          |  |  |  |  |  |  |  |  |  |  |  |  |   |  | Punti | Pos. |
| ---- | ----------------------- | ---------------- |  |  |  |  |  |  |  |  |  |  |  |  | - |  | ----- | ---- |
| 1993 | Subaru World Rally Team | Subaru Legacy RS |  |  |  |  |  |  |  |  |  |  |  |  | 7 |  | 4     | 38º  |

| 1994 | Scuderia                | Vettura        |  |  |   |  |  |  |     |  |  |     |  |  |  |  | Punti | Pos. |
| ---- | ----------------------- | -------------- |  |  | - |  |  |  | --- |  |  | --- |  |  |  |  | ----- | ---- |
| 1994 | Subaru World Rally Team | Subaru Impreza |  |  | 5 |  |  |  | Rit |  |  | Rit |  |  |  |  | 8     | 19º  |

| 1995 | Scuderia                | Vettura        |  |  |   |  |     |  |  |   |  |  |  |  |  |  | Punti | Pos. |
| ---- | ----------------------- | -------------- |  |  | - |  | --- |  |  | - |  |  |  |  |  |  | ----- | ---- |
| 1995 | Subaru World Rally Team | Subaru Impreza |  |  | 7 |  | Rit |  |  | 3 |  |  |  |  |  |  | 16    | 9º   |

| 1996 | Scuderia | Vettura                 |  |  |     |  |   |  |   |  |     |  |  |  |  |  | Punti | Pos. |
| ---- | -------- | ----------------------- |  |  | --- |  | - |  | - |  | --- |  |  |  |  |  | ----- | ---- |
| 1996 | Ralliart | Mitsubishi Lancer Evo 3 |  |  | Rit |  | 4 |  | 5 |  | Rit |  |  |  |  |  | 18    | 9º   |

| 1997 | Scuderia | Vettura                     |  |  |   |     |  |  |     |   |   |  |   |  |   |   | Punti | Pos. |
| ---- | -------- | --------------------------- |  |  | - | --- |  |  | --- | - | - |  | - |  | - | - | ----- | ---- |
| 1997 | Ralliart | Mitsubishi Carisma GT Evo 4 |  |  | 2 | Rit |  |  | Rit | 4 | 4 |  | 4 |  | 4 | 4 | 21    | 7º   |

| 1998 | Scuderia | Vettura                     |   |    |   |   |   |     |   |     |   |   |   |     |   |  | Punti | Pos. |
| ---- | -------- | --------------------------- | - | -- | - | - | - | --- | - | --- | - | - | - | --- | - |  | ----- | ---- |
| 1998 | Ralliart | Mitsubishi Carisma GT Evo 5 | 5 | 15 | 1 | 4 | 4 | Rit | 4 | Rit | 9 | 5 | 7 | Rit | 1 |  | 33    | 6º   |

| 1999 | Scuderia                | Vettura            |   |   |     |   |   |   |   |   |     |   |   |     |   |   | Punti | Pos. |
| ---- | ----------------------- | ------------------ | - | - | --- | - | - | - | - | - | --- | - | - | --- | - | - | ----- | ---- |
| 1999 | Subaru World Rally Team | Subaru Impreza WRC | 8 | 5 | Rit | 4 | 5 | 7 | 2 | 1 | Rit | 2 | 2 | Rit | 1 | 1 | 55    | 2º   |

| 2000 | Scuderia                | Vettura            |     |   |   |   |   |   |     |     |     |   |   |     |   |   | Punti | Pos. |
| ---- | ----------------------- | ------------------ | --- | - | - | - | - | - | --- | --- | --- | - | - | --- | - | - | ----- | ---- |
| 2000 | Subaru World Rally Team | Subaru Impreza WRC | Rit | 5 | 1 | 1 | 2 | 1 | Rit | Rit | Rit | 4 | 4 | Rit | 2 | 1 | 60    | 2º   |

| 2001 | Scuderia                | Vettura            |     |    |   |   |   |   |     |     |   |   |     |   |   |   | Punti | Pos. |
| ---- | ----------------------- | ------------------ | --- | -- | - | - | - | - | --- | --- | - | - | --- | - | - | - | ----- | ---- |
| 2001 | Subaru World Rally Team | Subaru Impreza WRC | Rit | 16 | 4 | 7 | 2 | 2 | Rit | Rit | 2 | 1 | Rit | 4 | 2 | 3 | 44    | 1º   |

| 2002 | Scuderia      | Vettura         |   |   |   |   |   |    |     |     |   |   |   |     |     |     | Punti | Pos. |
| ---- | ------------- | --------------- | - | - | - | - | - | -- | --- | --- | - | - | - | --- | --- | --- | ----- | ---- |
| 2002 | Peugeot Sport | Peugeot 206 WRC | 8 | 4 | 2 | 2 | 2 | SQ | Rit | Rit | 2 | 2 | 4 | Rit | Rit | Rit | 34    | 5º   |

| 2003 | Scuderia      | Vettura         |   |   |   |   |   |   |     |   |   |   |   |   |     |  | Punti | Pos. |
| ---- | ------------- | --------------- | - | - | - | - | - | - | --- | - | - | - | - | - | --- |  | ----- | ---- |
| 2003 | Peugeot Sport | Peugeot 206 WRC | 5 | 3 | 2 | 2 | 3 | 4 | Rit | 3 | 3 | 3 | 7 | 8 | Rit |  | 58    | 4º   |

| Legenda | 1º posto | 2º posto | 3º posto | A punti | Senza punti | Ritirato | Squalificato | NP=Non partito C=Gara cancellata | Apice=Power stage |

#### Group N Cup
| 1994 | Scuderia | Vettura            |  |  |   |  |  |  |  |  |  |  |  |  |  |  |  |  | Punti | Pos. |
| ---- | -------- | ------------------ |  |  | - |  |  |  |  |  |  |  |  |  |  |  |  |  | ----- | ---- |
| 1994 |          | Subaru Impreza WRX |  |  | 2 |  |  |  |  |  |  |  |  |  |  |  |  |  | 10    | 13º  |

| Legenda | 1º posto | 2º posto | 3º posto | A punti | Senza punti | Ritirato | Squalificato | NP=Non partito C=Gara cancellata | Apice=Power stage |